# Stensjön (Storsjö socken, Härjedalen)
Stensjön är en sjö i Bergs kommun i Härjedalen och ingår i Ljungans huvudavrinningsområde. Sjön har en area på 0,465 kvadratkilometer och ligger 501 meter över havet.

## Delavrinningsområde
Stensjön ingår i det delavrinningsområde (697141-137363) som SMHI kallar för Utloppet av Stensjön. Medelhöjden är 577 meter över havet och ytan är 7,68 kvadratkilometer. Det finns inga avrinningsområden uppströms utan avrinningsområdet är högsta punkten. Vattendraget som avvattnar avrinningsområdet har biflödesordning 2, vilket innebär att vattnet flödar genom totalt 2 vattendrag innan det når havet efter 297 kilometer. Avrinningsområdet består mestadels av skog (90 procent). Avrinningsområdet har 0,46 kvadratkilometer vattenytor vilket ger det en sjöprocent på 6 procent.